# П'ять ночей у Фредді 2 (фільм)
«П'ять ночей у Фредді 2» (англ. Five Nights at Freddy's 2) — майбутній американський надприродний фільм жахів знятий Еммою Таммі за сценарієм Скотта Коутона, заснований на однойменній серії відеоігор, створених Коутоном. Продовження фільму П'ять ночей у Фредді 2023 року. У головних ролях: Джош Гатчерсон, Елізабет Лейл, Пайпер Рубіо та Меттью Ліллард.
Прем'єра фільму запланована студією Universal Pictures на 5 грудня 2025 року.

## У ролях
- Джош Гатчерсон — Майк Шмідт, колишній охоронець у піцерії Freddy Fazbear's Pizza
- Елізабет Лейл — Ванесса Шеллі, місцевий офіцер поліції та донька Вільяма Афтона
- Пайпер Рубіо — Еббі Шмідт, молодша сестра Майка
- Меттью Ліллард — Вільям Афтон, серійний вбивця і батько Ванесси
- Скіт Ульріх — Генрі Емілі, один із співзасновників Freddy Fazbear's Pizza

А також Вейн Найт, Маккенна Грейс, Тео Бріонес та інші.

## Виробництво
У серпні 2018 року творець Five Nights at Freddy's Скотт Коутон заявив, що випуск другого фільму за мотивами франшизи, що адаптує події другої гри, повністю залежить від успіху в прокаті першої екранізації.
У січні 2024 року Джош Хатчерсон, виконавець ролі Майка Шмідта в першому фільмі, оголосив про те, що «П'ять ночей у Фредді 2» знаходиться в розробці, додавши, що «вмирає від бажання повернутися на знімальний майданчик». Меттью Ліллард, який зіграв Вільяма Афтона, підписав контракт зі студіями Blumhouse Productions і Universal Pictures на зйомки у трьох картинах кіносерії «П'ять ночей з Фредді». У квітні 2025 року стало відомо, що в акторському складі присутні Вейн Найт, Маккенна Грейс і Тео Бріонес.
Режисером фільму знову стала Емма Таммі. Зйомки фільму почалися у листопаді 2024 року у Новому Орлеані (Луїзіана) і завершилися у лютому 2025 року. Над аніматроніками, як і у попередній частині, знову працювала компанія Jim Henson’s Creature Shop.